# تپه نوده لکوان۲
تپه نوده لکوان۲ مربوط به دوران‌های تاریخی پس از اسلام است و در شهرستان بوئین‌زهرا، روستای نوده لکوان واقع شده و این اثر در تاریخ ۱۷ اسفند ۱۳۸۱ با شمارهٔ ثبت ۷۵۵۵ به‌عنوان یکی از آثار ملی ایران به ثبت رسیده است.